# Brittany Pettersen
Brittany Louise Pettersen (Contea di Jefferson, 6 dicembre 1981) è una politica statunitense, membro della Camera dei Rappresentanti per lo stato del Colorado dal 2023.

## Biografia
Laureatasi in scienze politiche all'Università metropolitana di Denver.
Prima di dedicarsi attivamente alla politica ha lavorato per un gruppo no-profit che si occupa di sensibilizzare i giovani alla politica e al governo del suo stato.
Eletta per la camera bassa del Colorado nel 2013, si è opposta alla reintroduzione della pena di morte. Nel 2019 il segretario dello stato ha approvato una elezione speciale per confermare la Peterson come senatrice dopo che i suoi oppositori avevano raccolto il numero sufficiente di firme.
Si candida come successore del deputato Ed Perlmutter per il seggio che rappresentava il settimo distretto del suo stato per il Congresso. Ha vinto le elezioni dell'8 novembre 2022 con oltre il 56% delle preferenze.